# Dembo M. Badjie

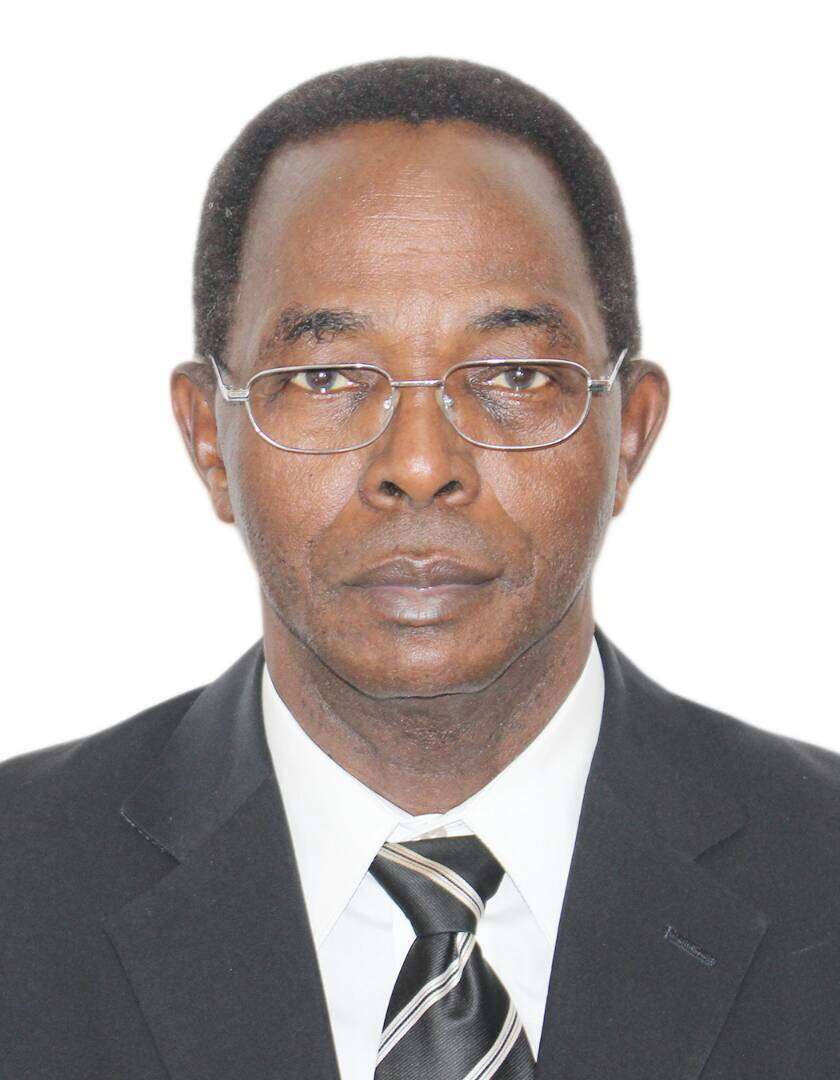
Dembo M. Badjie

Dembo M. Badjie (* 1952 in Bansang) ist ein gambischer Verwaltungsbeamter und Diplomat.

## Leben
Dembo M. Badjie wurde in den Vereinigten Staaten und dem Vereinigten Königreich ausgebildet. Seit 1978 ist er an verschiedenen Stellen in der gambischen Verwaltung beschäftigt. Er diente als Divisional Commissioner in der North Bank Division, Lower River Division und der Western Division.
Von 2004 bis 2010 war Badjie Hochkommissar in Sierra Leone, im Juli 2010 wurde er zum Hochkommissar in Indien ernannt. Badjies Akkreditierung wurde im Juni 2016 von Indien nach der Volksrepublik China geändert. Im Dezember 2016 sprachen sich mehrere gambische Diplomaten für den neu gewählten Staatspräsidenten Adama Barrow aus, unter anderem auch Badjie, Präsident Yahya Jammeh entließ daraufhin alle Diplomaten. Im Februar 2017 wurde er vom neuen Präsidenten Adama Barrow wieder als Botschafter in China eingesetzt. Im Oktober 2017 wurde er von seinem Botschaftsposten abberufen.
Nach seinem Eintritt in den Ruhestand veröffentlichte er Ende 2017 das politische Buch An Outlook on Governance and Administration in The Gambia.

## Familie
Dembo M. Badjies Tochter Fatim M. Badjie ist gambische Politikerin und Unternehmerin.